# Gesaleico
Gesaleico (em latim: Gesaleicus) ou Gesalico (em latim: Gesalicus) foi um rei visigótico de 507 a 511. Filho ilegítimo de Alarico II, foi eleito rei após a morte de seu pai na Batalha do Campo Vogladense (507) contra os francos de Clóvis (r. 481–511). Governou até 511, quando foi deposto por influência do rei ostrogótico Teodorico, o Grande (r. 474–526), que então assumiu a tutoria de Amalarico, filho legítimo de Alarico.

## Vida
Gesaleico era filho ilegítimo de Alarico II com uma mulher de nome incerto. Com a morte de seu pai em combate em 507, na Batalha do Campo Vogladense contra os francos do rei Clóvis (r. 481–511), foi eleito rei. No início do reinado, os burgúndios forçaram-o a fugir da Gália à Hispânia. Em 511, o general Iba, enviado pelo rei ostrogótico Teodorico, o Grande (r. 474–526), derrotou-o na Hispânia e ele fugiu à África. O rei vândalo Trasamundo (r. 496–523) lhe deu dinheiro, mas não homens, e enviou-o à Aquitânia, onde ficou escondido por um ano. Retornou à Hispânia, mas foi derrotado por Iba perto de Barcelona e fugiu à Gália, onde foi capturado perto do Durença e morto em 513.